# Nekomajin
Nekomajin (ネコマジン?) è un manga one-shot giapponese comico scritto e disegnato dal mangaka Akira Toriyama. È stato serializzato a partire dall'aprile 1999 su Weekly Shōnen Jump e si è concluso nel febbraio 2005. Gli otto capitoli che compongono la storia sono stati raccolti da Shūeisha in un volume formato kanzenban, pubblicato il 4 aprile 2005. In Italia l'opera è stata edita da Star Comics in un unico volume, uscito il 20 febbraio 2007 sulla collana Storie di Kappa n. 146.
Nekomajin si caratterizza come una parodia dell'opera ben più nota di Toriyama, Dragon Ball.

## Trama
La storia narra le avventure di alcuni Nekomajin, gatti dai poteri eccezionali. Uno di loro, un Nekomajin Z, vive nel deserto insieme ad un ragazzino e il loro scopo principale è quello di accogliere i turisti giunti da ogni parte del mondo truffandoli con uno stratagemma particolare.
Un giorno giunge Onio, un Saiyan obeso, insieme ad una sua alleata. Inizia la battaglia e Onio si trasforma in Super Saiyan e Nekomajin raggiunge un nuovo e potentissimo livello da lui chiamato "Super Nekomajin". Nekomajin sconfigge Onio dopo una breve battaglia, ma in suo aiuto giunge Creezer, il figlio di Freezer. Lo scontro si disputa sotto forma di partita di calcio fino all'arrivo di Vegeta, che purtroppo è costretto a raggiungere lo spazio per un'altra missione. Poco dopo la scena si sposta lontano dal campo di battaglia, dove Nekomajin si scontra con Majin Bu e infine con Son Goku che teletrasporta il super gatto a casa sua.

## Personaggi

### Originali
- I Nekomajin (ネコマジン?, Nekomajin, lett. "gatto magico") sono una razza di gatti antropomorfi dal carattere pacifico presenti sulla Terra, i quali possiedono ognuno la propria sfera del demone che alimenta il loro potenziale combattivo. Nella serie si vedono tre diversi Nekomajin, di cui uno chiamato Nekomajin Z.
- Il demone (悪魔?, Akuma) è l'antagonista del primo Nekomajin. Vive in un uovo che, se rotto o agitato, può svegliarsi[1]. In passato, in un periodo imprecisato, è stato sigillato all'interno di quest'uovo da Nekomajin. In seguito è stato liberato da due ladri[2], ma nuovamente sconfitto e sigillato da Nekomajin[3]. Questo demone è disonesto e perfido, e dispone di una forza eccezionale; riesce infatti ad alzare una roccia da terra senza alcuno sforzo[4].
- Pete Kobayashi (小林ピート?, Kobayashi Pīto) è un giovane, avversario di Nekomajin, che lo affronta ma viene sconfitto.
- Due extraterrestri (ラウド星人?, Raudo Seijin) fanno parte di un gruppo di alieni che cercano di invadere la Terra, ma fuggono annullando l'invasione quando vedono quanto sono forti Pete e Nekomajin.
- Kojiro (小次郎?, Kojirō) è un amico del secondo Nekomajin che fa il maestro che scopre di avere una forza straordinaria, riuscendo a scagliare in acqua Nekomajin[5].
- Lo squalo rampicante (アガリザメ?, Agarizame) è un animale che può cambiare forme che terrorizza gli umani finché non viene sconfitto da Nekomajin.
- Nekomajin Z (ネコマジン Z?, Nekomajin Z) è l'ultimo Nekomajin a comparire nel manga, è amico di un ragazzino (少年?, Shōnen) che lo segue in tutte le sue avventure.
- Onio (オニオ?, Onio) è un Saiyan obeso che lavora per Freezer in coppia con Vegeta. Decide, insieme a sua moglie, di conquistare la Terra e di farne la sua residenza estiva, sterminandone gli abitanti, lasciandone solo qualcuno come schiavo. Nonostante affermi di essere il guerriero più potente dell'intero universo viene sconfitto da Nekomajin Z, pur essendo trasformato in Super Saiyan. Per vendicarsi chiede l'aiuto di Creezer, il quale però viene a sua volta battuto. Come tutti i Saiyan di Dragon Ball, il nome Onio deriva da un vegetale, onion ("cipolla" in inglese). L'aspetto di Onio ricorda molto Suppaman di Dr. Slump, altra famosa opera di Toriyama.
- Thunder Bolt (サンダーボルト?, Sandāboruto) è considerato l'uomo più forte del mondo, e perciò Nekomajin Z desidera affrontarlo, ma l'arrivo di Creezer ed Onio glielo impedisce. Alla fine del capitolo si reca a casa di Nekomajin insieme a sua moglie, che chiama tesoro (ハニー?, Hanī).
- Creezer (クリーザ?, Kurīza) è il figlio di Freezer e viene portato sulla Terra da Onio, un Saiyan obeso che, essendo stato sconfitto da Nekomajin Z, decide di vendicarsi facendolo sconfiggere da lui[6], Creezer affronta Nekomajin al primo stadio e viene facilmente sconfitto[7], perciò decide di trasformarsi nel suo secondo stadio[8]. Dato però che rimanevano solo poche pagine a disposizione, i due decisero di rinviare lo scontro a due giorni dopo, ed in quel lasso di tempo Creezer ed Onio rimasero ospiti a casa di Nekomajin[9]. In seguito viene rivelato che Creezer è stato sconfitto[10], tuttavia sia lui che Onio hanno fatto amicizia con Nekomajin. Il suo nome deriva da kuri, ovvero "castagna" in giapponese; la traslitterazione in "Creeza" deriva dalla medesima del padre, Furīza in giapponese.
- Usamajin (ウサマジン?, Usamajin) è un Nekomajin (in versione coniglio) nemico del protagonista, viene sconfitto da Majin Bu dopo che ha rubato la sfera del demone a Nekomajin Z.

### Dall'universo diDragon Ball
Sono parecchi i personaggi dell'universo di Dragon Ball che compaiono nel manga di Nekomajin. Si possono infatti vedere Son Goku, Vegeta, Majin Bu, Son Goten, Pan, Chichi, lo Stregone del Toro, e Ub. A parte Vegeta, tutti gli altri personaggi, grazie al loro aspetto ed agli indumenti di Goku, si può intuire che derivano dalla linea temporale della fine di Dragon Ball Z e quindi da quella del manga di Dragon Ball. Oltre ai personaggi si possono vedere anche alcune tecniche tipo il Teletrasporto, la Kame Hame Ha parodiata con la Neko Hame Ha di Nekomajin, l'uso delle onde energetiche, e i vari metodi di combattimento e le trasformazioni tipo il Super Saiyan che hanno reso famoso Dragon Ball.
- Vegeta (ベジータ?, Bejīta). In questo fumetto il principe dei Saiyan è ancora al servizio di Freezer, nonostante sia già in grado di trasformarsi in Super Saiyan. Arrivato sulla Terra per soccorrere il figlio del suo capo affronta Nekomajin, ma resosi conto di essergli inferiore, con la scusa di essere stato convocato altrove se ne va, affermando di non voler più partecipare ad un fumetto umoristico.
- Majin Bu (魔人ブウ?, Majin Bū). Majin Bu fa una breve apparizione per aiutare Nekomajin Z quando Usamajin gli ruba la sfera del demone.
- Son Goku (孫 悟空?, Son Gokū). Goku è il maestro di arti marziali di Nekomajin Z. Appare nell'ultimo capitolo, dove testa le abilità del suo allievo, che riesce a battere agitando un rametto (in quanto Nekomajin, essendo in parte un gatto, non riesce a resistere alla tentazione di giocarci). Subito dopo spiega il motivo della sua visita: necessita di aiuto per battere un nemico che né lui, né Gohan, né Goten, né Pan, né Ub sono riusciti a sconfiggere. Teletrasportatosi a casa sua, il Saiyan conduce il protagonista nella dispensa, dove si trova il nemico: un topo.

## Manga
| Nº | Titolo italiano Giapponese 「Kanji」 - Rōmaji | Data di prima pubblicazione      | Data di prima pubblicazione |
| Nº | Titolo italiano Giapponese 「Kanji」 - Rōmaji | Giapponese                       | Italiano                    |
| 1  | Nekomajin 「ネコマジン」 - Nekomajin | 4 aprile 2005 ISBN 4-08-873825-X | 20 febbraio 2007            |
| 1  | Capitoli - 001. Arriva Nekomajin! (ネコマジンがいる?, Nekomajin ga iru) - 002. Arriva Nekomajin! 2 (ネコマジンがいる 2?, Nekomajin ga iru 2) - 003. Ecco qui Nekomajin! (ネコマジンみけ?, Nekomajin mike) - 004. Nekomajin Z (ネコマジン Z?, Nekomajin Z) - 005. Nekomajin Z2 (ネコマジン Z 2?, Nekomajin Z 2) - 006. Nekomajin Z3 (ネコマジン Z 3?, Nekomajin Z 3) - 007. Nekomajin Z4 (ネコマジン Z 4?, Nekomajin Z 4) - 008. Nekomajin Z5 - The end (ネコマジン Z 5?, Nekomajin Z 5) |                                  |                             |